# Canis edwardii
Canis edwardii — вимерлий вид вовка з роду Canis, який був ендеміком Північної Америки три мільйони років тому з пізнього бланканського етапу епохи пліоцену і вимер до кінця ірвінгтонського періоду епохи плейстоцену.

## Опис
C. edwardii був більшим за C. latrans і відрізняється пропорціями черепа та деяких зубів:p129.